# ソウルエッジボーイ/キモノジェットガール
「ソウルエッジボーイ/キモノジェットガール」は、日本の音楽グループAAAの8枚目のシングル。2006年7月19日にavex traxから発売された。

## 概要
- 前作「ハリケーン・リリ、ボストン・マリ」から約2ヵ月ぶりの発売となる。
- 初の両A面シングル。CD ONLY・CD+DVD(boys盤)・CD+DVD(girls盤)の初の3形態での発売となった。

## 収録内容

### CD+DVD boys盤
CD
1. ソウルエッジボーイ [3:57]
（作詞：ササキオサム　作曲：大西克巳　編曲：柴崎浩）
ラグナロクオンラインイメージソング
男子メンバーによる楽曲。編曲にabingdon boys schoolの柴崎浩を起用した、デジタルロックナンバー。
2. キモノジェットガール [3:03]
（作詞・作曲：21st Century Stars (ROLLY Ster KATO Ster)　編曲：吉本匡孝）
女子メンバーによる楽曲。
3. きれいな空 (Live Version) [5:14]
4. ソウルエッジボーイ (Instrumental) [3:57]
5. キモノジェットガール (Instrumental) [3:00]

DVD
1. ソウルエッジボーイ（Music Clip）

### CD+DVD girls盤
CD
1. キモノジェットガール
2. ソウルエッジボーイ
3. きれいな空 (Live Version)
4. キモノジェットガール (Instrumental)
5. ソウルエッジボーイ (Instrumental)

DVD
1. キモノジェットガール（Music Clip）

### CD ONLY
1. ソウルエッジボーイ
2. キモノジェットガール
3. Friday Party (Live version)
4. ソウルエッジボーイ (Instrumental)
5. キモノジェットガール (Instrumental)